# Hans-Joachim von Wachter

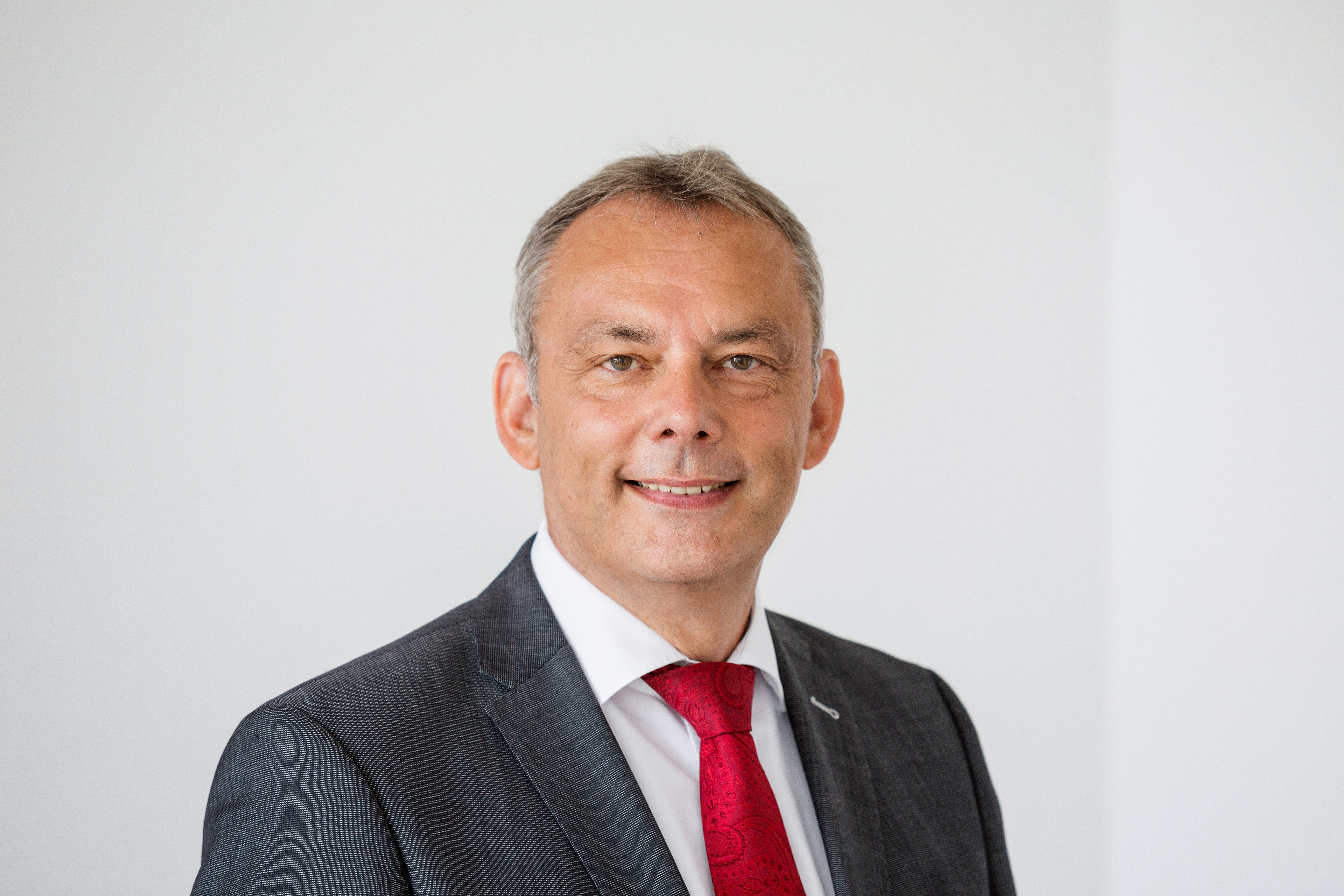
Hans-Joachim von Wachter, 2020

Hans-Joachim von Wachter (* 1964) ist ein deutscher Jurist und  seit dem 1. August 2016 Direktor bei der Bremischen Bürgerschaft.

## Ausbildung & Beruf
Hans-Joachim von Wachter studierte Rechtswissenschaften an der Friedrich-Alexander-Universität Erlangen-Nürnberg und schloss seine Ausbildung nach einem Referendariat am Oberlandesgericht Nürnberg 1994 mit dem zweiten Juristischen Staatsexamen ab. Im selben Jahr trat von Wachter in die bayerische Finanzverwaltung ein und wurde 1995 zum Leiter der Steuerfahndungsstelle Bayreuth in Oberfranken ernannt. Primäre Aufgabe war die Modernisierung des Amtes, dessen Leitungsstelle zuvor vier Jahre unbesetzt gewesen war. In dieser Zeit war von Wachter zusätzlich bundesweit als Experte der Deutschen Steuer-Gewerkschaft für Steuerstrafsachen und organisierte Steuerkriminalität tätig.
2000 wurde Hans-Joachim von Wachter zum Leiter der Steuerfahndung Bremen ernannt, um auch hier eine Modernisierung der Behörde in die Wege zu leiten. Während seiner Amtszeit war er als Dozent an der Bundesfinanzakademie tätig und konzipierte 2006 im Auftrag der norddeutschen Bundesländer die Ausbildung für Steuerfahnder und Bußgeld- u. Strafsachenbearbeiter neu.
2007 wählte Bremens damaliger Innensenator Willi Lemke von Wachter als neuen Chef des Bremer Landesamtes für Verfassungsschutz aus, mit der Aufgabe, das Amt neu auszurichten. Öffentlich in Erscheinung trat von Wachter in seiner Amtszeit bei Diskussionen um die Salafisten-Szene in Bremen. Er warb neben der Arbeit seiner Behörde für ein intensives Präventionsangebot und war 2012 an der Einrichtung der Beratungsstelle „Kitab“, finanziert vom Bundesamt für Migration und Flüchtlinge, beteiligt. Kitab ist für den ganzen norddeutschen Raum tätig. Nach einem bundesweit bekannt gewordenen Polizeieinsatz gegen Bremer Salafisten rechtfertigte von Wachter den Einsatz im Auftrag der Staatsanwaltschaft als „absolut gerechtfertigt“, da die Gefahr eines Terroranschlages gegeben gewesen sei. Als das Landesamt für Verfassungsschutz im Rahmen von Umstrukturierungen zu einer Abteilung der Bremer Innenbehörde wurde, übernahm von Wachter in seiner Funktion als Abteilungsleiter den Arbeitskreis IV „Verfassungsschutz“ der Innenministerkonferenz. Unter seinem Vorsitz wurde nach dem NSU-Skandal die Neuausrichtung des Verfassungsschutzes in Deutschland erarbeitet.
2016 wurde Hans-Joachim von Wachter vom Vorstand der Bremischen Bürgerschaft zum Direktor ernannt. In dieser Funktion als Behördenleiter ist er Vertreter der Bürgerschaftspräsidentin in der Bürgerschaftskanzlei.

## Sonstiges
Hans-Joachim von Wachter ist verheiratet und hat einen Sohn.